# Grades de la Marine nationale française
Cet article présente les grades de la Marine nationale française.

## Tenues et insignes
Une instruction relative aux uniformes et tenues dans la Marine et ses modificatifs régissent les effets réglementaires que doivent porter les marins.

### Insignes de grade

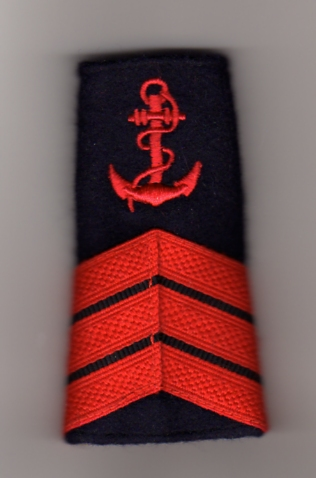
Manchon de grade d'un QM1.

Les insignes de grades des marins existent en deux versions. La version galons de manches et la version galons d'épaules. Les galons de manches sont circulaires pour les officiers, semi-circulaires pour les officiers mariniers supérieurs et de biais à 45° pour les officiers mariniers subalternes et les militaires du rang. Les pattes d’épaule se fixent au moyen d'une languette dans des brides cousues sur le vêtement. Le manchon (ou fourreau) d’épaule se glisse directement dans une patte sur les épaules. Ce sont les pattes d'épaules qui sont présentées dans cet article.
Les insignes se portent de diverses manières, suivant la tenue et le grade  :
- officiers, officiers mariniers, équipages masculins marins-pompiers et personnels féminins de tous grades  :
  - galons de manches : veston bleu et manteau,
  - galons d'épaules (pattes d'épaule) : chemisette blanche, veste blanche,
  - galons d'épaules (manchons souples) : chemise, chemisier, chemisette et polo de service courant et pull-over;

- militaires du rang masculins hors marins-pompiers :
  - galons de manches  : vareuse bleue et caban. Sur la vareuse blanche, une série de chevrons bleus dont le nombre correspond au nombre de galons portés sur les autres tenues, pointes en haut, est portée sur l’épaule gauche,
  - galons d'épaules (manchons souples) : chemise, chemisette et polo de service courant et pull-over,
  - chemisette blanche (dite « coloniale ») : sur la poitrine (en dessous de l’ancre), une série de barrettes bleues, reprenant les mêmes dispositions que pour les chevrons cités plus haut.

Tous les personnels portent également un insigne de grade auto-agrippant sur le côté gauche du blouson de service courant, au niveau de la poitrine. 
À noter que seuls les militaires du rang masculins portent la fameuse tenue composée du bonnet (« bachis »), de la vareuse enfilée sur le tricot de laine rayé blanc et bleu et du pantalon à pont. Exception faite pour ceux de la spécialité de marin-pompier, qui portent la tenue commune aux officiers, officiers mariniers et personnels féminins de tous grades, c'est-à-dire la casquette (ou le tricorne), le veston enfilé sur une chemise avec cravate et le pantalon commun.   
Les officiers, et depuis 2007 les officiers mariniers et les militaires du rang, portent une ancre de marine sur leurs galons d'épaules. Brodés en fils de cannetilles dorés pour les officiers, en fils dorés pour les officiers mariniers et en coton rouge écarlate pour les militaires du rang. Seuls les majors échappent à cette règle, en ayant deux petites ancres croisées, brodées de cannetille dorée, au-dessus de leurs insignes de grades (disposition également reprise sur les manches).

### Casquette, tricorne et bonnet
Les officiers, officiers mariniers et les militaires du rang masculins marins-pompiers portent une casquette. Deux éléments dépendent du grade et du corps d’appartenance : le macaron frontal et le ruban légendé. Tout le personnel féminin porte un tricorne reprenant le même macaron frontal que les casquettes et éventuellement un insigne de grade. Les militaires du rang masculins non marins-pompiers portent un bonnet (en argot de la marine : "bachi", appelé parfois aussi, à tort, "béret de marin") comportant un ruban légendé et n'ayant ni insigne de grade, ni macaron.  
Les macarons frontaux dépendent de la catégorie de personnel:
- officiers généraux : le macaron frontal est composé de deux branches de laurier croisés de cinq feuilles chacune, entourant une ancre et des ailes avec foudre pour les officiers généraux de marine et spécialisés de la Marine et câblée pour les officiers généraux des autres corps, le tout brodé de cannetille dorée. Pour le personnel féminin, il comporte autant d'étoiles que leur grade;
- officiers supérieurs et subalternes de tous corps: le macaron frontal est composé de deux branches de laurier croisés de quatre feuilles chacune, entourant une ancre câblée, le tout brodé de cannetille dorée;
- officiers mariniers : le macaron frontal est composé de deux grandes feuilles de laurier croisés brodés en fil doré entourant une ancre câblée en métal doré;
- militaires du rang féminins et personnels de la spécialité de marin-pompier : idem que les officiers mariniers, mais intégralement brodé de fil de coton rouge écarlate.
- aumôniers des cultes : le macaron frontal est composé d'une couronne de feuille de lauriers d'un motif différent de ceux cités plus haut, entourant l'insigne symbolique de leur religion.

Les bandeaux de casquette dépendent aussi de la catégorie de personnel :
- officiers généraux : sur toute la longueur et la largeur du bandeau est brodé en cannetille dorée, une frise représentant :
  - officiers généraux de marine et spécialisés de la Marine : feuilles de chêne entrelacées, ponctuées d'ancres ;
  - commissaires généraux et officiers généraux du corps technique et administratif de la Marine : feuilles de chêne et de vigne entrelacées, ponctuées d'ancres ;
  - administrateurs généraux des affaires maritimes et officiers généraux du corps technique et administratif des affaires maritimes : feuilles d'acanthe entrelacées, ponctuées d'ancres ;
  - professeurs généraux de l'enseignement maritime : feuilles d'acanthe et d'olivier entrelacées ;
  - ingénieurs généraux des études et techniques des travaux maritimes : feuilles de chêne et d'olivier entrelacés, ponctuées d'ancres ;
  - médecins généraux et pharmaciens chimistes généraux, ainsi que les médecins et pharmaciens chimistes chefs des services : feuilles de chêne, de lauriers et serpents entrelacées, ponctuées d'ancres ;
- officiers : le grade est indiqué sur le bandeau à partir de celui d'enseigne de vaisseau de 2e classe. Le nombre de galons et la couleur est identique à ceux présent sur le reste de la tenue à l'exception des parements qui ne figurent pas sur le bandeau ;
- aspirants et officiers mariniers à partir du grade de maître : le bandeau est composé d'un galon unique, identique à celui d'enseigne de vaisseau de 2e classe ;
- seconds maîtres : le bandeau est intégralement noir ;
- aumôniers des cultes : sur toute la longueur et la largeur du bandeau, il est brodé une série de couronnes de feuilles de palmes entourant des ancres en fils bleus.

Pour les officiers généraux masculins, un espacement central est aménagé sur le devant du bandeau de casquette, entre deux rameaux entrecroisés, pour permettre la disposition des étoiles, sauf pour les médecins et pharmaciens chimistes chefs des services n'ayant pas rang d'officier général, auquel cas ledit espacement est laissé vide.
Sur le tricorne un insigne métallique est porté sur le rebord gauche. Le fonctionnement est le même que pour la casquette du personnel masculin.

## Amiraux de France
Amiral de France n’est pas un grade. C’est une dignité tout comme maréchal de France. Le premier amiral de France connu fut Florent de Varennes, fait amiral par Louis IX en 1270 . Cette dignité n’a plus été conférée depuis 1869. Le dernier amiral de France fut l’amiral François Thomas Tréhouart (1798-1873).
|                | Dignité dans l'État |
| Code OTAN      | OF-10               |
| Patte d'épaule |                     |
| Grade          | Amiral de France    |
| Appellation    | Monsieur l'amiral   |

L’amiral François Darlan est le seul à avoir porté le titre d’Amiral de la flotte en tant que Chef d'état-major de la Marine. Ce titre a été créé le 6 juin 1939 afin qu’il ne se trouve pas en position inférieure, au point de vue protocolaire, vis-à-vis de son homologue britannique, lequel portait le grade d’Admiral of the fleet.

## Officiers
La Marine nationale comprend plusieurs corps d'officiers. Les présentations suivantes — et notamment les appellations — concernent les officiers de marine et spécialisés de la Marine.
Une légende prétend qu’après la défaite de Trafalgar, Napoléon, qui tenait pour responsables les officiers de la « Royale », décida qu’on ne leur dirait plus « mon » devant leur appellation de grade, « mon » étant le diminutif de « monsieur » ; il les aurait ainsi punis en leur retirant cet honneur. Pourtant, jusqu'à une période récente, quand un officier s'adressait à un subordonné à propos d'un officier subalterne, il l'appelait « monsieur » sans préciser son grade : « Factionnaire, monsieur Untel est-il à bord ? ». En réalité, sauf pour les officiers généraux qu'ils doivent appeler « amiral », et les officiers supérieurs (voire les officiers subalternes exerçant un commandement) qu'il convient d'appeler : « commandant » les civils ont le choix d’appeler un officier (subalterne) : « monsieur/madame le [son grade] » ou « monsieur/madame (tout court) » ou — et c’est effectivement la manière la plus courante — les appellations courtes présentées dans la section suivante.
Si ces appellations sont dites courtes, c'est que leur est associée une expression complète et qui comporte toujours (malgré la légende de Trafalgar) le terme de "monsieur". Ainsi un capitaine de corvette sera-t-il officiellement désigné par son titre complet : « monsieur le capitaine de corvette Untel ».    

### Officiers généraux
|                | Grades        | Grades      | Rangs et appellations | Rangs et appellations |
| Code OTAN      | OF-6          | OF-7        | OF-8                  | OF-9                  |
| Patte d'épaule |               |             |                       |                       |
| Grade          | Contre-amiral | Vice-amiral | Vice-amiral d'escadre | Amiral                |
| Abréviation    | CA            | VA          | VAE                   | AL                    |
| Appellation    | Amiral        | Amiral      | Amiral                | Amiral                |

Comme en disposent les lois et règlements, le grade le plus élevé dans la Marine est celui de vice-amiral. Au-delà viennent des distinctions ou, plus exactement, des « rangs et appellations ».
Quel que soit le nombre d’étoiles, l’appellation est « amiral ». Le nom d’amiral vient de l’arabe amir al-bahr, qui signifie « prince de la mer ». S'il s'agit d'un écrit, on doit toujours inscrire le grade, le rang et l'appellation en entier. Par exemple, il existe à Marseille une place "Amiral Muselier" qui devrait s'appeler place "Vice amiral Muselier" car il portait trois, et non cinq étoiles.
Les officiers généraux se distinguent également par une paire d’attentes d’épaules brodés de fils de cannetille dorée d'une largeur de 22 mm, porté sur le veston et le manteau.
Promue contre-amiral en 2002, le contre-amiral Chantal Desbordes, a été la 1re femme officier général de la Marine nationale française.

Le vice-amiral Anne Cullerre a été promu à ce grade au 1er mai 2015 après avoir commandé la zone maritime du Pacifique (ALPACI). En 2021, elle est la seule femme de toute l'histoire à avoir atteint le grade le plus élevé de la hiérarchie de la Marine nationale.

### Officiers supérieurs
| Code OTAN      | OF-3                  | OF-4                 | OF-5                  |
| Patte d'épaule |                       |                      |                       |
| Grade          | Capitaine de corvette | Capitaine de frégate | Capitaine de vaisseau |
| Abréviation    | CC                    | CF                   | CV                    |
| Appellation    | Commandant            | Commandant           | Commandant            |
| Surnom         | Corvettard            | Frégaton             | Cap-de-vau            |

Les officiers supérieurs se distinguent également par une paire d’attentes d’épaules brodés de fils de cannetille dorée d'une largeur de 16 mm, porté sur le veston et le manteau.

### Officiers subalternes
| Code OTAN      |                    |            | OF-1                              | OF-1                               | OF-2                   |
| Casquette      |                    |            |                                   |                                    |                        |
| Patte d'épaule |                    |            |                                   |                                    |                        |
| Grade          | Élève-officier     | Aspirant   | Enseigne de vaisseau de 2e classe | Enseigne de vaisseau de 1re classe | Lieutenant de vaisseau |
| Abréviation    | EO                 | ASP        | EV2                               | EV1                                | LV                     |
| Appellation    | Madame ou Monsieur | Lieutenant | Lieutenant                        | Lieutenant                         | Capitaine              |
| Surnom         |                    | Midship    | Enseigne                          | Enseigne                           | Loufiat                |

Les officiers subalternes se distinguent également par une paire d’attentes d’épaules brodés de fils de cannetille dorée d'une largeur de 14 mm, porté sur le veston et le manteau.
Au sein de l'état-major d'une unité, l'appellation « midship » est donnée à l'officier le plus jeune dans le grade le moins élevé (en pratique seuls les aspirants et les EV la reçoivent réellement). Cette appellation n'a pas de caractère officiel. Elle n'est utilisée qu'entre eux par les membres dudit état-major, et dans les situations quasi « privées » : loisirs, détente et repas présidés au « carré ».

## Officiers mariniers
Malgré la fusion en 1947 du ministère de la Marine avec les ministères de la guerre et de l'air pour former le Ministère des Armées, les officiers mariniers ont conservé leurs galons et leurs appellations. Lorsqu'un officier marinier devient de carrière et non plus sous contrat d'engagement (communément nommé le cadre de maistrance), il incorpore le corps des officiers mariniers de maistrance des équipages de la flotte.

### Officiers mariniers supérieurs
| Code OTAN      | OR-8           | OR-9             | OR-9  |
| Patte d'épaule |                |                  |       |
| Grade          | Premier maître | Maître principal | Major |
| Abréviation    | PM             | MP               | MAJ   |
| Appellation    | Premier maître | Maître principal | Major |
| Surnom         | PM ou Patron   | Cipal            |       |

Les maîtres principaux et les majors se distinguent également par une paire d’attentes d’épaules brodés de fils de cannetille dorée d'une largeur de 13 mm. Les premiers maîtres quant à eux ont une paire d'attentes d'épaules en laminette dorée de 10 mm de largeur, traversé dans le sens de la longueur par une raie de soie rouge ponceau. Le tout est porté sur le veston et le manteau.
Les officiers mariniers supérieurs affectés à la musique des équipages de la flotte possèdent un insigne sur le revers du col du veston et du manteau composé d'une lyre brodés de fil doré. Ce même motif remplace l'ancre présente sur les manchons et pattes d’épaules, sauf pour les majors. Ceux occupants la fonction de sous-chef de musique ont en plus une paire de pattes rectangulaires en velours de couleur bleu azur et comportant trois boutons, cousus au bas des manches de vestons et manteaux, et une même patte, plus petite et sans boutons, barrant au milieu et dans le sens de la largeur les galons sur les fourreaux et pattes d’épaules.  
Le grade de major est rattaché à celui des officiers mariniers supérieurs depuis 2009. C'était auparavant le corps des majors des équipages de la flotte qui comportait un grade unique. Depuis la rétrogradation du grade de major dans leur corps de provenance des officiers mariniers supérieurs, et plus particulièrement dans l'inter armées, afin de le distinguer des majors des autres armées, il arrive de plus en plus d'utiliser le terme de « Maître major » pour l'appellation argotique du grade de major. Le galon de major a conservé les deux ancres de Marine (symbole des équipages de la Flotte) du temps où ils appartenaient au "corps des majors des équipages de la Flotte".
Les surnoms argotiques sont couramment utilisés pour s'adresser à ces personnels.

### Officiers mariniers subalternes
| Code OTAN      |                    |                            | OR-5          | OR-6   |
| Patte d'épaule |                    |                            |               |        |
| Grade          | Élève maistrancier | Second maître maistrancier | Second maître | Maître |
| Abréviation    | EM                 | SMM                        | SM            | MT     |
| Appellation    | Elève maistrancier | Second maître maistrancier | Second maître | Maître |
| Surnom         | Fif                |                            | Chef          | Patron |

Les officiers mariniers subalternes affectés à la musique des équipages de la flotte possèdent un insigne sur le revers du col du veston et du manteau composé d'une lyre brodée de fil doré. Ce même motif remplace l'ancre présente sur les manchons et pattes d’épaules.
Pour les élèves maistranciers, les sabords rouges sont retirés une fois les élèves brevetés, et prêts à rejoindre leurs écoles de spécialités respectives. Les sabords bleus sont retirés à l'obtention de leur brevet d'aptitude technique. Depuis 2020, ils signent dès l'engagement un contrat de second maitre. 
Les surnoms argotiques sont couramment utilisés pour s'adresser à ces personnels.[réf. nécessaire].

## Équipage
| Code OTAN      | OR-1   | OR-2            | OR-3                         | OR-4                          |
| Patte d'épaule |        |                 |                              |                               |
| Grade          | Mousse | Matelot breveté | Quartier-Maître de 2e classe | Quartier-Maître de 1re classe |
| Abréviation    | MO     | MO2 ou MO1      | QM2                          | QM1                           |
| Appellation    | Mousse | Matelot         | Quartier-Maître              | Quartier-Maître               |
| Surnom         | Mousse | Mataf           | Crabe                        | Chouf                         |

Cette catégorie de personnels, bien qu'officiellement nommée Militaires du rang depuis 2005, est désignée par l’appellation historique et traditionnelle d'équipage de la Flotte. Le matelot de 2e classe des équipages de la flotte est un marin tout juste engagé, ayant incorporé l’école des matelots, mais n'ayant pas encore été breveté à l’issue de sa formation initiale. Il porte le même manchon que le matelot de 1re classe. Le manchon sans chevron n’est porté que par les mousses, tout au long de leur scolarité à l’école des mousses, ou par les stagiaires des Préparations militaires marine avant l'obtention de leur brevet.

## Corps d'officiers de la Marine
Les officiers des corps assimilés portent, sur les pattes et manchons d’épaules, ainsi que sur le bas des manches de vestons et manteaux, les mêmes galons que les officiers de marine mais encadrés de parements de couleurs différenciant les corps:
- administrateurs des affaires maritimes : gris cendré ;
- professeurs de l'enseignement maritime : pensée ;
- chefs de musique : bleu azur.

Les personnels d'anciens corps d'officiers de la Marine continuent à porter l'ancre quand ils sont affectés dans la Marine :
- commissaires des armées relevant statutairement du service du commissariat des armées : brun loutre;
- praticiens relevant statutairement du service de santé des armées :
  - médecins : rouge cramoisi ;
  - chirurgiens-dentistes ; gris fer ;
  - pharmaciens : vert ;
  - vétérinaires biologistes : grenat.

D’autres couleurs ont existé mais ne sont plus portées du fait de l'extinction du corps correspondant:
- officiers de la poste navale  : blanc ;
- officiers des équipages de la flotte  : bleu marine ;
- officiers techniciens de la Marine : bleu outremer;
- ingénieurs des études et techniques de travaux maritimes: gris perle.
- officiers du corps technique et administratif des Affaires maritimes et officiers du corps technique et administratif de la Marine : bleu azur.

Les officiers du corps des officiers spécialisés de la Marine ne portent pas de parements.  
Les officiers généraux disposent :  
- d'une paire d'insignes brodés de cannetille dorée sur velours de la couleur caractéristique du corps, apposés sur les revers du col du veston et du manteau (pour les officiers généraux de 1re classe, l’écusson est souligné d'une barrette) : 
  - ingénieurs généraux des études et techniques des travaux maritimes : ancre supportant un rameau de feuilles d'olivier;
  - administrateurs généraux des affaires maritimes, officiers généraux du corps technique et administratif des affaires maritimes et professeurs généraux de l'enseignement maritime : ancre câblée supportant un rameau de feuilles d'acanthe;
  - commissaires généraux et officiers généraux du corps technique et administratif de la Marine : ancre supportant deux cornes d'abondance croisées;
  - médecins généraux et pharmaciens-chimistes généraux, ainsi que médecins et pharmaciens-chimistes chefs des services de classes normale et hors-classe : ancre supportant un rameau de feuilles d'olivier;
- d'une paire de pattes rectangulaires en velours de la couleur caractéristique du corps et comportant trois boutons, cousus au bas des manches de vestons et manteaux.
- de pattes et manchons d’épaules dont l'insigne de corps listé ci-dessus est brodés au-dessus du grade.

À noter que les médecins et pharmaciens-chimistes chefs des services n'ayant pas rang d'officier général portent à la place des étoiles (pattes et manchons d’épaules, bas des manches du veston et du manteau) un insigne brodé de cannetille dorée, composé d'un rameau de feuilles d'olivier supportant deux serpents se faisant face. Pour les chefs des services hors classe, l'insigne est souligné d'une barrette.   
| Officiers généraux         |                                       |                                      |                                         |
| Général hors classe        | « Monsieur le commissaire général »   |                                      | « Monsieur l'administrateur général »   |
| Général de première classe | « Monsieur le commissaire général »   | « Monsieur le professeur général »   | « Monsieur l'administrateur général »   |
| Général de deuxième classe | « Monsieur le commissaire général »   | « Monsieur le professeur général »   | « Monsieur l'administrateur général »   |
| Officiers supérieurs       |                                       |                                      |                                         |
| Chef de première classe    | « Monsieur le commissaire en chef »   | « Monsieur le professeur en chef »   | « Monsieur l'administrateur en chef »   |
| Chef de deuxième classe    | « Monsieur le commissaire en chef »   | « Monsieur le professeur en chef »   | « Monsieur l'administrateur en chef »   |
| Principal                  | « Monsieur le commissaire principal » | « Monsieur le professeur principal » | « Monsieur l'administrateur principal » |
| Officiers subalternes      |                                       |                                      |                                         |
| Première classe            | « Monsieur le commissaire »           |                                      | « Monsieur l'administrateur »           |
| Deuxième classe            | « Monsieur le commissaire »           |                                      | « Monsieur l'administrateur »           |
| Troisième classe           | « Monsieur le commissaire »           |                                      | « Monsieur l'administrateur »           |
| Aspirant                   | « Monsieur le commissaire »           |                                      | « Monsieur l'administrateur »           |

L'appellation réglementaire est monsieur le ou madame le suivi du grade sans énoncé de la classe, comme indiqué ci-dessus. Sauf en ce qui concerne les officiers du corps des commissaires pour lesquels l'appellation verbale utilisée est « monsieur ou madame le commissaire ».

## Anciens grades
La Marine royale de l'Ancien Régime avait une structure de grades différente de l'actuelle, fixée progressivement au XVIIe siècle, notamment sous le mandat du cardinal de Richelieu, grand-maître de la navigation, et celui de Jean-Baptiste Colbert, secrétaire d'État à la marine.

### De Colbert à la réforme de 1786
- Amiral de France : l'amiral de France était le titulaire d'un grand office de la couronne de France et n'exerçait pas de commandement effectif sur les opérations navales.
- Vice-amiral de France : les vice-amiraux de France étaient titulaires d'un office et non d'un grade, mais cet office constituait la plus haute dignité qu'un officier de marine pouvait obtenir. À de rares exceptions près, les vice-amiraux ne commandaient pas d'opération navale en raison de leur âge élevé.
- Lieutenant général des armées navales : les lieutenants généraux occupaient le plus important grade de la hiérarchie des officiers de marine.
- Chef d'escadre : les chefs d'escadre occupaient le premier grade d'officier général.
- Capitaine de vaisseau : les capitaines de vaisseau occupaient un grade du « Grand corps », responsable des plus importants bâtiments de la flotte.
- Capitaine de vaisseau et de port : les capitaines de vaisseau et de port étaient des officiers d'administration, chargés de la gestion des installations à terre de la marine.
- Capitaine de frégate : les capitaines de frégate appartenaient au Grand corps. Le grade fut supprimé en 1752.
- Lieutenant de vaisseau : les lieutenants de vaisseau appartenaient au Grand corps, chargé du commandement d'unités légères ou dans l'état-major des bâtiments importants.
- Lieutenant de vaisseau et de port : les lieutenants de vaisseau et de port étaient, comme les capitaines de vaisseau et de port, des officiers d'administration.
- Capitaine de brûlot : les capitaines de brûlot appartenaient aux « grades intermédiaires » créés pour constituer une possibilité d'avancement aux officiers « bleus » qui n'étaient pas issus de la formation du Grand corps.
- Enseigne de vaisseau : les enseignes de vaisseau appartenaient au Grand corps.
- Enseigne de vaisseau et de port : les enseignes de vaisseau et de port étaient, comme les capitaines de vaisseau et de port, des officiers d'administration.
- Lieutenant de frégate : les lieutenant de frégate appartenaient aux « grades intermédiaires » créés pour constituer une possibilité d'avancement aux officiers « bleus » qui n'étaient pas issus de la formation du Grand corps.
- Capitaine de flûte : les capitaines de flûte appartenaient aux « grades intermédiaires » créés pour constituer une possibilité d'avancement aux maîtres pilotes.
- Garde de la Marine : les gardes de la Marine étaient des officiers en formation, destinés à intégrer le Grand corps. Parmi les gardes de la Marine (ou garde-marines), on distinguait les gardes du pavillon, qui constituaient théoriquement l'élite du grade.
- Maître amiral : les maîtres amiraux sont les officiers maistranciers des spécialités de la manœuvre, du pilotage et de l'artillerie navale affectés à bord d'un navire amiral.
- Maître vice-amiral : les maîtres amiraux sont les officiers maistranciers des spécialités de la manœuvre, du pilotage et de l'artillerie navale affectés à bord d'un navire ou commande un vice-amiral.
- Maître : officier maistrancier de haut rang, spécialiste dans six filières (manœuvriers, pilotes, canonniers, charpentiers, calfats, voiliers).
- Premier maître/pilote/canonnier/charpentier/calfat/voilier.
- Second maître/pilote/canonnier/charpentier/calfat/voilier.
- Aide pilote/canonnier/charpentier/calfat/voilier.
- Contremaître ou patron de chaloupe.
- Quartier maître ou patron de canot.

### De 1786 à 1791
En 1786, la hiérarchie des grades fut révisée pour supprimer la différence entre le Grand corps et les grades intermédiaires.
- Amiral de France : l'amiral de France était le titulaire d'un grand office de la couronne de France et n'exerçait pas de commandement effectif sur les opérations navales.
- Vice-amiral de France : les vice-amiraux de France étaient titulaires d'office et non d'un grade, mais cet office constituait la plus haute dignité qu'un officier de marine pouvait obtenir. À de rares exceptions près, les vice-amiraux ne commandaient pas d'opération navale en raison de leur âge élevé.
- Lieutenant général des armées navales : les lieutenants généraux occupaient le plus important grade de la hiérarchie des officiers de marine.
- Chef d'escadre : les chefs d'escadre occupaient le premier grade d'officier général.
- Capitaine de vaisseau : les capitaines de vaisseau étaient responsables des plus importants bâtiments de la flotte.
- Major de vaisseau : les majors de vaisseau étaient nommés parmi les lieutenants de vaisseau anciens pour occuper les fonctions de second à bord des plus importants bâtiments de la flotte.
- Lieutenant de vaisseau : les lieutenants de vaisseau étaient chargés du commandement d'unités légères ou dans l'état-major des bâtiments importants. Les anciens enseignes de vaisseau et une partie des capitaines de brûlot furent intégrés au grade de lieutenant de vaisseau en 1786.
- Lieutenant de port : les lieutenants de port étaient des officiers d'administration remplaçant les lieutenants de vaisseau et de port.
- Sous-lieutenant de vaisseau : les sous-lieutenants de vaisseau étaient les anciens lieutenants de frégate et les anciens capitaines de flûte, rassemblés dans un même grade.
- Sous-lieutenant de port : les sous-lieutenants de port étaient des officiers d'administration remplaçant les enseignes de vaisseau et de port.
- Élèves de la Marine : les élèves de la Marine étaient des officiers en formation, destinés à faire carrière dans la hiérarchie des officiers de vaisseau ou des officiers de port.
- Maître vice-amiral : les maîtres amiraux sont les officiers maistranciers des spécialités de la manœuvre, du pilotage et de l'artillerie navale affectés à bord d'un navire ou commande un vice-amiral.
- Maître : officier maistrancier de haut rang, spécialiste dans six filières (manœuvriers, pilotes, canonniers, charpentiers, calfats, voiliers).
- Premier maître/pilote/canonnier/charpentier/calfat/voilier.
- Second maître/pilote/canonnier/charpentier/calfat/voilier.
- Aide pilote/canonnier/charpentier/calfat/voilier.
- Contremaître ou patron de chaloupe.
- Quartier maître ou patron de canot